# عمرو موسی
عمرو محمود ابو زید موسی معروف به عمرو محمد موسی (زادهٔ ۳ اکتبر ۱۹۳۶ در قاهره) دیپلمات مصری است که از سال ۲۰۰۱ تا ۱۵ مه ۲۰۱۱ دبیرکل اتحادیه عرب بود. وی در خانواده ثروتمندی در قاهره بزرگ شد و فارغ التحصیل رشته حقوق از دانشگاه قاهره بود و برای مدت کوتاهی نیز وکالت می‌کرده است.

## ورود به سیاست
وی در پایان دهه ۵۰ میلادی به دستگاه دیپلماسی مصر پیوست. در دوره‌ای مدیر اداره روابط خارجی مصر بود، پس از آن سفیر مصر در هند شد و بعد از آن عضو گروه مصری اعزامی به سازمان ملل در نیویورک شد و پس از آن به عنوان سفیر کشورش در سازمان ملل انتخاب شد.
عمرو موسی به مدت یک دهه از سال ۷۰ تا سال ۸۰ سمت وزیری خارجه مصر را داشت و سیاست خارجی حکومت حسنی مبارک را هدایت می‌کرد و پس از آن دبیرکلی اتحادیه عرب را از سال ۸۰ تا سال ۹۰ بر عهده گرفت و در حالیکه تنها سه ماه از پیروزی انقلاب مردم مصر و سرنگونی رژیم مبارک نگذشته بود، وی زمزمه استعفا از سمت دبیرکلی اتحادیه عرب و نامزدی در انتخابات ریاست جمهوری مصر ِ پس از مبارک را سر داد.
وی در فوریه ۲۰۱۱ همزمان با استعفای مبارک از ریاست‌جمهوری از دبیرکلی اتحادیه عرب استعفا داد. عمرو موسی در یکم مارس همین سال کاندیداتوری خود را برای انتخابات ریاست جمهوری اعلام کرد. نظرسنجی‌های اولیه از شانس بالای او برای پیروزی حکایت داشت. در نظرسنجی YouGov در فوریه ۲۰۱۱ چند روز پس از استعفای حسنی مبارک، تقریباً نصف مصری‌ها یعنی ۴۹٪ عمرو موسی را شایسته‌ترین مصری برای این مقام می‌دانستند. در نظرسنجی ماه آوریل Pew Research Center هم عمرو موسی با ۴۱ درصد بالاتر از ایمن نور و محمد البرادعی در رتبه اول قرار داشت. وی به طور مستقل در انتخابات ریاست‌جمهوری مصر (۲۰۱۲) در مه ۲۰۱۲ شرکت کرده و با ۱۱.۳٪ آراء در رده پنجم قرار گرفت.
موسی پس از انتخابات ریاست جمهوری حزب المؤتمر المصری را بنیان گذاشت که یک جبهه سیاسی از نیروهای سکولار این کشور متشکل از چندین حزب لیبرال و چپ‌گرا و همینطور تعدادی از اعضای حزب دمکراتیک ملی (حزب حاکم سابق مصر به رهبری حسنی مبارک) است.

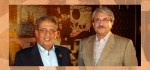
عمرو موسی در حال مصاحبه با خبرنگار ایرانی علی اکبر عبدالرشیدی